# دوروثي كيلي
دوروثي كيلي (بالإنجليزية: Dorothy Kelly)‏ هي ممثلة أمريكية، ولدت في 12 فبراير 1894 بفيلادلفيا في الولايات المتحدة، وتوفيت في 31 مايو 1966 بمنيابولس في الولايات المتحدة.

## وصلات خارجية
- دوروثي كيلي على موقع IMDb (الإنجليزية)